# Liu Feng (Politiker)
Liu Feng (chinesisch 刘枫; * 1937 in Longyao, Provinz Hebei) ist ein chinesischer Politiker der Kommunistischen Partei Chinas (KPCh), der unter anderem von 1988 bis 1993 Vorsitzender des Provinzkomitees der Politischen Konsultativkonferenz des chinesischen Volkes der Provinz Qinghai sowie zwischen 1993 und 2003 Vorsitzender des Provinzkomitees der Politischen Konsultativkonferenz des chinesischen Volkes der Provinz Zhejiang war.

## Leben
Liu Feng, Angehöriger des Han-Volkes, begann nach dem Schulbesuch an der Fakultät für Journalismus an der Renmin-Universität China in Peking, welches er 1961 beendete. Er wurde 1961 Mitglied der KPCh und arbeitete von 1961 bis 1978 als Reporter für Chinesische Nationalradio bei der Volksrundfunkstation in der Provinz Qinghai sowie zeitgleich als Sekretär der Allgemeinen Abteilung des Parteikomitees der KPCh dieser Provinz. Auf dem IX. Parteitag der Kommunistischen Partei Chinas im April 1969 wurde er zum Mitglied des Zentralkomitees (ZK der KPCh) gewählt und gehörte diesem Führungsgremium bis August 1973 an. Nach dem Ende der Kulturrevolution übernahm er zunächst weitere Funktionen im Provinzkomitee der KPCh von Qinghai und war dort stellvertretender Direktor des Allgemeinen Abteilung, stellvertretender Direktor der Abteilung für Untersuchung und Forschung sowie Assistent des Sekretär des Provinzkomitees, ehe er stellvertretender Sekretär des Provinzkomitees der KPCh von Qinghai war. Nachdem er Bürgermeister und Sekretär des Parteikomitees von Xining, der Hauptstadt der Provinz Qinghai war, fungierte er als stellvertretender Exekutivsekretär des Provinzkomitees der KPCh von Qinghai. 
Als Nachfolger von Shen Ling wurde er im Januar 1988 Vorsitzender des Provinzkomitees der Politischen Konsultativkonferenz des chinesischen Volkes der Provinz Qinghai und bekleidete dieses Amt bis Januar 1993, woraufhin Han Yingxuan ihn ablöste. Darüber hinaus war er in der siebten Legislaturperiode zwischen 1988 und 1993 Mitglied des Nationalkomitees der Politischen Konsultativkonferenz des chinesischen Volkes (PKKCV). Im Januar 1993 übernahm er von Shang Jingcai das Amt als Vorsitzender des Provinzkomitees der Politischen Konsultativkonferenz des chinesischen Volkes der Provinz Zhejiang und bekleidete diesen zehn Jahre lang bis zu seiner Ablösung durch Li Jinming im Januar 2003. Er war in der neunten Legislaturperiode von 1998 bis 2003 außerdem noch einmal Mitglied des Nationalkomitees der PKKCV.

## Weblink
- Liu Feng (chinavitae.com) (Memento vom 19. September 2020 im Internet Archive)

| Personendaten    | Personendaten          |
| ---------------- | ---------------------- |
| NAME             | Liu, Feng              |
| ALTERNATIVNAMEN  | 刘丰 (chinesisch)      |
| KURZBESCHREIBUNG | chinesischer Politiker |
| GEBURTSDATUM     | 1937                   |
| GEBURTSORT       | Longyao, Provinz Hebei |